# Liste der Monuments historiques in Épiais-lès-Louvres
Die Liste der Monuments historiques in Épiais-lès-Louvres führt die Monuments historiques in der französischen Gemeinde Épiais-lès-Louvres auf.

## Liste der Bauwerke
| Bezeichnung                       | Beschreibung | Standort | Kennzeichnung | Schutzstatus | Datum | Bild           |
| --------------------------------- | ------------ | -------- | ------------- | ------------ | ----- | -------------- |
| Friedhofskreuz                    |              | (Lage)   | PA00080052    | Classé       | 1969  | weitere Bilder |
| Wegekreuz                         |              | (Lage)   | PA00080051    | Classé       | 1969  | weitere Bilder |
| Kirche Notre-Dame de l’Assomption |              | (Lage)   | PA00080053    | Inscrit      | 1966  | weitere Bilder |

## Liste der Objekte
- Monuments historiques (Objekte) in Épiais-lès-Louvres in der Base Palissy des französischen Kultusministeriums